# Chirostoma arge
Chirostoma arge е вид лъчеперка от семейство Atherinopsidae. Видът е уязвим и сериозно застрашен от изчезване.

## Разпространение и местообитание
Разпространен е в Мексико.
Обитава пясъчните дъна на сладководни басейни и реки.

## Описание
Популацията на вида е намаляваща.